# Kyphopteryx dorsalis
Kyphopteryx dorsalis är en bäcksländeart som beskrevs av Douglas E. Kimmins 1947. Kyphopteryx dorsalis ingår i släktet Kyphopteryx och familjen vingbandbäcksländor. Inga underarter finns listade i Catalogue of Life.